# Кухтачев (Константиновский район)
Кухтачев — хутор в Константиновском районе Ростовской области России.
Входит в Стычновское сельское поселение.

## История
В составе Области Войска Донского хутор входил в Николаевский юрт станицы Николаевской. На хуторе существовала Николаевская церковь.

## Население
| 2010 |
| ---- |
| 19   |

## Улицы
На хуторе имеется одна улица: Кухтачевская.